# Michael Campbell (athlétisme)
Pour les articles homonymes, voir Campbell et Michael Campbell.
Michael Campbell (né le 11 septembre 1978 à Kingston, Jamaïque) est un athlète jamaïcain spécialiste du sprint. Il mesure 1,88 m pour 83 kg.

## Biographie
Durant sa carrière, Michael Campbell se spécialisa dans les épreuves du 200 et 400 m. Il a couru pour les Sun Devils de l'Arizona State University et fut nommé athlète de la semaine en avril 2001 par le Pac-10. Son meilleur temps au 200 m, 21,07 s fut réalisé le 30 mai 2004 à Sacramento en Californie. Michael Campbell gagna la médaille d'or pour le relais 4 × 400 m aux Jeux panaméricains de 2003, aux côtés de Sanjay Ayre, Lansford Spence, et Davian Clarke.

### Palmarès
| Date | Compétition           | Lieu           | Résultat | Épreuve    | Performance   |
| ---- | --------------------- | -------------- | -------- | ---------- | ------------- |
| 2003 | Jeux panaméricains    | Saint-Domingue | 7e       | 400 mètres | 46 s 10       |
| 2003 | Jeux panaméricains    | Saint-Domingue | 1er      | 4 × 400 m  | 3 min 01 s 81 |
| 2003 | Championnats du monde | Paris          | 2e       | 4 × 400 m  | 2 min 59 s 60 |

### Records
| Épreuve    | Performance | Lieu       | Date         |
| ---------- | ----------- | ---------- | ------------ |
| 200 mètres | 21 s 07     | Sacramento | 30 mai 2004  |
| 300 mètres | 33 s 40     | Brasschaat | 14 août 2002 |
| 400 mètres | 45 s 48     | Kingston   | 21 juin 2003 |